# To Yu-ho
To Yu-ho (koreanisch 도유호, 都宥浩; geboren am 1. Juli 1905 in Hamhŭng (Hamgyŏng-namdo); gestorben 1982) war ein koreanischer prähistorischer Archäologe. Er führte zahlreiche Ausgrabungen und Studien in Nordkorea durch, war jedoch ein für ganz Korea bedeutender Archäologe.

## Biografie
To stammte aus einer relativ wohlhabenden Familie, die seit Generationen in der Stadt Hamhŭng gelebt hatte. Er besuchte die Yŏngsin- (영신학교) und die Yŏngsaeng-Schule (영생학교) in Hamhŭng und ging 1922 an die Hwimun-Oberschule (휘문고등보통학교 Hwimun godŭng bot’ong hakkyo) in Seoul, die er 1923 abschloss. Im selben Jahr begann To, an der Staatlichen Allgemeinen Schule Sinhŭng (신흥공립보통학교 Sinhŭng gongrip pot’ong hakkyo) zu unterrichten. 1924 gab er die Stellung auf und besuchte die Höhere Handelsschule in Kyŏngsŏng (경성고등상업학교 Kyŏngsŏng kodŭng sangŏp hakkyo), die er 1929 abschloss.
Im Jahr 1929 ging To nach Beijing und studierte ein Jahr lang an der Yanjing-Universität. Im folgenden Jahr ging To nach Europa. Über seine Reise, die ihn über Dalian, Qingdao, Shanghai, Hongkong, Manila, Singapur, Belawan (Sumatra), Colombo, Suez, Port Said, Kreta, Genua, Rapallo, Mailand und Bozen nach Deutschland führte, schrieb er Berichte, die im September und Oktober 1930 in 23 Teilen unter dem Titel »Auf dem Weg nach Europa – Über den Indischen Ozean« (歐洲行：印度洋건너서서 kujuhaeng: indoyang kŏnnŏsŏsŏ) in der Tonga ilbo 東亞日報 erschienen.
1931 begann er ein Studium der Philosophie und Geschichte an der Universität Frankfurt. 1933 ging er an das Institut für Geschichte der Universität Wien, und schloss 1935 ein Doktoratsstudium ab. Der Titel seiner Dissertation war Probleme der koreanischen Geschichte in kulturellem Zusammenhang, Betreuer war Alfons Dopsch. Er wechselte an das Urgeschichtliche Institut und studierte Ur- und Frühgeschichte und Volkskunde. Von 1936 bis 1938 unterrichtete er Japanisch an der Lehranstalt für Orientalische Sprachen in Wien.
Aus Tos Zeit in Wien ist eine Aufnahme von To (Vortrag: Orientalische und europäische Kultur) auf Koreanisch sowie ein handschriftliches Transkript und eine deutsche Übersetzung im Phonogrammarchiv der Österreichischen Akademie der Wissenschaften erhalten.
Im Jahr 1939 kehrte To vorübergehend nach Korea zurück und heiratete. Verschiedene Quellen behaupten, er habe eine Deutsche oder Österreicherin geheiratet; die projapanische Zeitung Maeil Sinbo 毎日申報 berichtete, er habe eine Japanerin namens Hiyoshi Sakie 日吉咲枝 geheiratet. 1942 ging To nach Tōkyō, wo er unter anderem seinem Mentor Oka Masao bei der Übersetzung von Oswald Menghins Weltgeschichte der Steinzeit (erschienen 1931 in Wien) half, die 1943 unter dem Titel Sekki jidai no yokaishi 石器時代の世界史 erschien.
Nach der Befreiung 1945 ging To wieder nach Korea. Er war kurzzeitig Leiter der Stadtbibliothek von Hamhŭng und Lektor an der Medizinischen Hochschule Hamhŭng (함흥의과대학 Hamhŭng ŭigwa daehak) im Norden des Landes, ging aber bald darauf in den Süden.
Im Jahr 1946 trat To der Kommunistischen Partei bei und diente als »Außenminister« der Koreanischen Volkspartei (조선인민당 외교부장 朝鮮人民黨外交部長 Chosŏn inmindang oegyobujang) sowie als Vorsitzender des Bundes der Wissenschaftler (과학자동맹 Kwahak chadongmaeng). Als die US-amerikanischen Besatzungsbehörden einen Haftbefehl gegen ihn erließen, ging er mit seiner Familie nach Nordkorea.
Im Jahr 1947 erhielt er eine Professur an der Kim-Il-sung-Universität in Pjöngjang und wurde Leiter des Instituts für Archäologie (고고학부 Kogohakpu). Er wurde Mitglied des Koreanischen Komitees für die Untersuchung und den Erhalt von Kulturdenkmälern (조선물질문화유물조사보존위원회 Chosŏn muljil munhwa yumul chosa pojon wiwŏnhoe), das im September 1948 gegründet wurde, und 1949 Mitglied des Unterausschusses für Urgeschichte des Redaktionskomitees für die Geschichte Koreas (조선력사편찬위원회 Chosŏn ryŏksa p’yŏnch’an wiwŏnhoe). Als 1952 die Koreanische Akademie für Gesellschaftswissenschaften (사회과학원 Sahoegwahagwŏn) gegründet wurde, wurde To zum ersten Leiter des Institutes für materielle Kultur (물질문화연 Muljilmunhwayŏn) ernannt, und leitete das Institut auch nach seiner Umbenennung in Institut für Archäologie und Volkskunde (고고학 및 민속학연 Kogohak mit minsokhagyŏn) im Jahr 1957 oder 1959.
Während des Koreakrieges nahm To als Dolmetscher an den Waffenstillstandsverhandlungen teil.
To war an Ausgrabungen an archäologischen Stätten wie dem Muschelhügel Songp’yŏng-dong (송평동패총 松坪洞貝塚 Songp’yŏng-dong p’aech’ong, 1947) in Ugi (웅기 雄基), den Anak-Gräbern (안악고분 Anak-kobun, 1949), Ch’odo-yujŏk (초도유적, 1949), Kungsan-yujŏk (궁산유적, 1950), Odong-yujŏk (오동유적 1954–1955), Chit’ap-ri (지탑리, 1957) und Kulp’o-ri (굴포리 1960–1964) beteiligt und veröffentlichte Berichte und Artikel über diese Stätten, teils alleine, teils gemeinsam mit anderen Autoren. Gemeinsam mit Hwang Ki-tŏp (황기덕) verfasste er etwa die Schrift '지탑리 원시유적 발굴보고' (Chit’ap-ri wŏnsiyujŏk palgulbogo Bericht über die Ausgrabung urgeschichtlicher Funde in Chit’ap-ri).
To etablierte ein System der Archäologie auf Grundlage des historischen Materialismus und versuchte, die imperialen Darstellungen und Fälschungen der Urgeschichte und Geschichte Koreas von Wissenschaftlern des japanischen Kolonialregimes korrigieren. Er wies anhand von Steinwerkzeugen, die er in Kulp’o-ri in einer Sedimentschicht aus dem Pleistozän gefunden hatte, nach, dass in Korea eine Altsteinzeit existiert hatte. Er versuchte, die kulturellen Entwicklungsstadien der Jungsteinzeit und der Bronzezeit in Korea darzustellen. Andererseits war er durchaus der Ansicht, dass Kontakte zwischen verschiedenen Kulturen eine wichtige Rolle für die kulturelle Entwicklung spielten und befasste sich mit den Dolmen Südostasiens sowie mit den Hügel- und Kammergräbern Ostasiens.
Im Jahr 1960 veröffentlichte To eines seiner wichtigsten Werke, '조선원시고고학' (Chosŏn wŏnsi kogohak, »Urgeschichtliche Archäologie Koreas«). Es wurde zur Grundlage der archäologischen Forschung in Nordkorea von den 1960er bis in die 1990er Jahre.
To war auch weiterhin politisch aktiv: Im Mai 1961 wurde er in das Zentralkomitee des Komitees für die friedliche Wiedervereinigung des Vaterlandes (조국평화통일위원회 Choguk p’yŏnghwa t’ongil wiwŏnhoe) gewählt und im Oktober zum Delegierten der 3. Obersten Volksversammlung.
Ein weiteres wichtiges Werk von To war '고조선의 위치비정설' (Kojosŏn-ŭi wich’ibi jŏngsŏl, »Die unsichere Theorie über die Verortung von Kojosŏn«), ein Beitrag zur Auseinandersetzung darüber, ob sich Kojosŏn in der Mandschurei (재만주설 在滿洲說 jae-Manju-sŏl) oder in der Gegend von Pjöngjang befunden habe (재평양설 在平壤說 jae-P’yŏngyang-sŏl). Zehn Jahre lang diskutierten nordkoreanische Historiker über diese Frage. 1961 einigten sich zahlreiche Historiker – darunter Kim Sŏk-hyŏng (金錫亨) Ri Chi-rin (李趾麟), Rim Kŏn-sang (林健相) und Paek Nam-un (白南雲) – auf die Verortung in der Mandschurei. Die andere Position, die Verortung in Pjöngjang, die neben To Yu-ho auch Hwang Ch’ŏl-san (黃鐵山), Chŏng Ch’an-yŏng (鄭燦永) und Hwang Uk (黃澳) vertraten, unterlag schließlich 1963, und die Mandschurei-Theorie konnte sich etablieren. Das hatte zur Folge, dass To Yu-ho seine Stellung in der akademischen Welt Nordkoreas einbüßte.
Im Jahr 1963 wurde auch die Theorie der kulturellen Diffusion, die To in seiner »Urgeschichtlichen Archäologie Koreas« vertrat, scharf kritisiert, was eine Wende hin zu einer stark verengten, nationalistischen Geschichtsschreibung in Nordkorea markierte.
Über den Verbleib von To nach 1965 gibt es verschiedene Spekulationen.